# Evje og Hornnes
Evje og Hornnes é uma comuna da Noruega, com 560 km² de área e 3 322 habitantes (censo de 2004).